# Thomas Johnson (cyclisme)
Pour les articles homonymes, voir Thomas Johnson et Johnson.
Horace Thomas Johnson, né le 30 décembre 1886 à Fulham et mort le 12 août 1966, est un coureur cycliste britannique. Champion du monde de vitesse amateur en 1922, il a obtenu trois médailles d'argent lors de Jeux olympiques : en tandem en 1908, et en poursuite par équipes et vitesse en 1920.

## Biographie
Thomas Johnson commence le cyclisme en 1905, en rejoignant le Putney AC à l'âge de 17 ans. En 1908, il gagne une médaille d'argent aux Jeux olympiques de Londres, lors de la compétition de tandem avec son beau-frère Frederick Hamlin.
Aux Jeux olympiques de 1920, à Anvers, il obtient la médaille d'argent de la vitesse, dans le même temps que le médaillé de bronze Harry Ryan. Le lendemain, il fait partie de l'équipe britannique médaillée d'argent de la poursuite par équipes. 
En 1922, aux championnats du monde de cyclisme sur piste à Paris, il gagne le titre de la vitesse amateur, en battant en finale le champion olympique Maurice Peeters et William Ormston.

## Palmarès

### Jeux olympiques
- Londres 1908
  -  Médaillé d'argent du tandem
- Anvers 1920
  -  Médaillé d'argent de la poursuite par équipes
  -  Médaillé d'argent de la vitesse

### Championnats du monde
- Anvers 1920
  -  Médaillé d'argent de la vitesse amateurs
- Paris 1922
  -  Champion du monde de vitesse amateurs